# 신촌

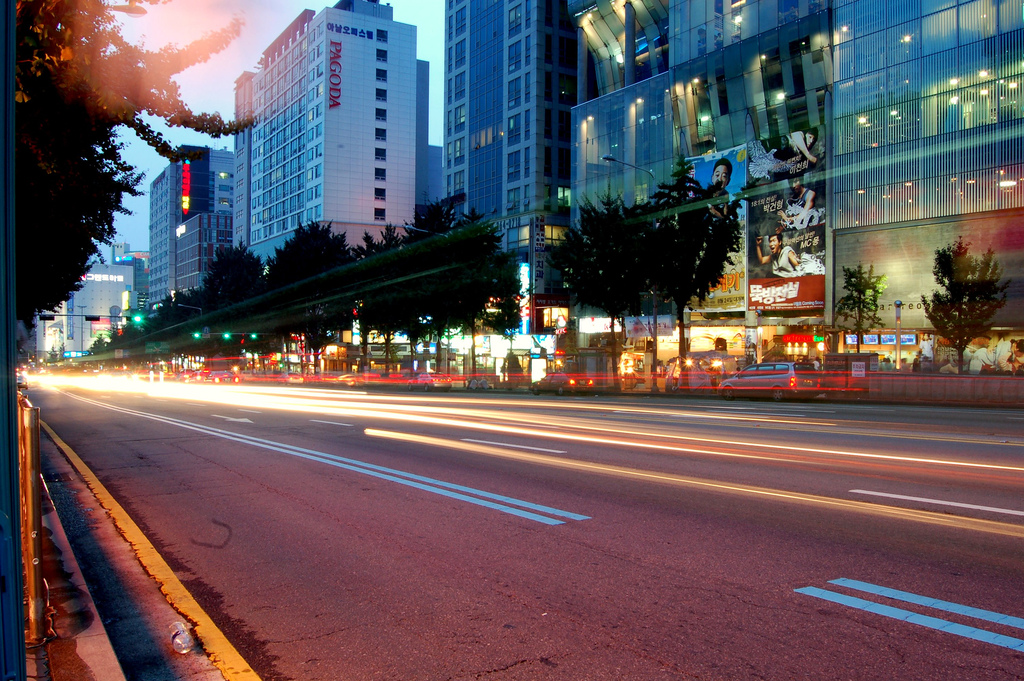
신촌의 야경

신촌(新村)은 서울특별시 서대문구 신촌동과 대현동, 창천동, 마포구 노고산동과 대흥동 일대를 일컫는 지명이다. 주변에 연세대학교, 이화여자대학교, 서강대학교, 홍익대학교 등 국내의 주요 대학들이 밀집해 있다. 서울역에서도 멀지 않고 고양, 김포, 인천 등지로 연결되는 교통편이 발달하였으며, 많은 유흥업소 등이 모여 있는 서울의 대표적인 부도심 중 하나이다. 신촌로타리에 위치한 서울 지하철 2호선 신촌역에서 바로 연결된다. 마포구 노고산동, 동교동, 서교동, 상수동, 신수동, 창전동 일대를 포함하는 서강대학교, 홍익대학교 주변도 신촌 권역에 속한다. 생전 故 이한열 열사가 대학 재수 시절 지냈던 지역이기도 하며 주변에 이한열 열사 기념관, 연세대학교 김대중도서관이 있다.

## 역사
신촌은 많은 대학이 밀집해 있고, 교통이 편리한 장점이 있어 대학 문화가 발전하여 1970년대부터 1990년대까지 서울특별시의 주요 상권으로 성장하였다. 하지만 2000년대 들어서 무분별한 상업화로 인해 임대료가 급격히 오르면서 빈 점포가 늘어나고, 방문객들이 인근 홍대 상권으로 발길을 돌리는 등 방문객이 줄어 크게 침체되었다. 이에 당국과 시민들의 노력으로 2010년대 들어서 중심 도로인 연세로가 대중교통전용지구로 바뀌었고, 이에 따른 많은 행사가 열리는 등 방문객들이 다시 찾아 활기를 되찾고 있다.

## 문화
- 신촌대학문화축제(구 신촌대학연합축제)[3][4]
- 신촌물총축제

## 교통
- ● 서울 지하철 2호선 신촌역
- ● 수도권 전철 경의·중앙선 신촌역

## 갤러리

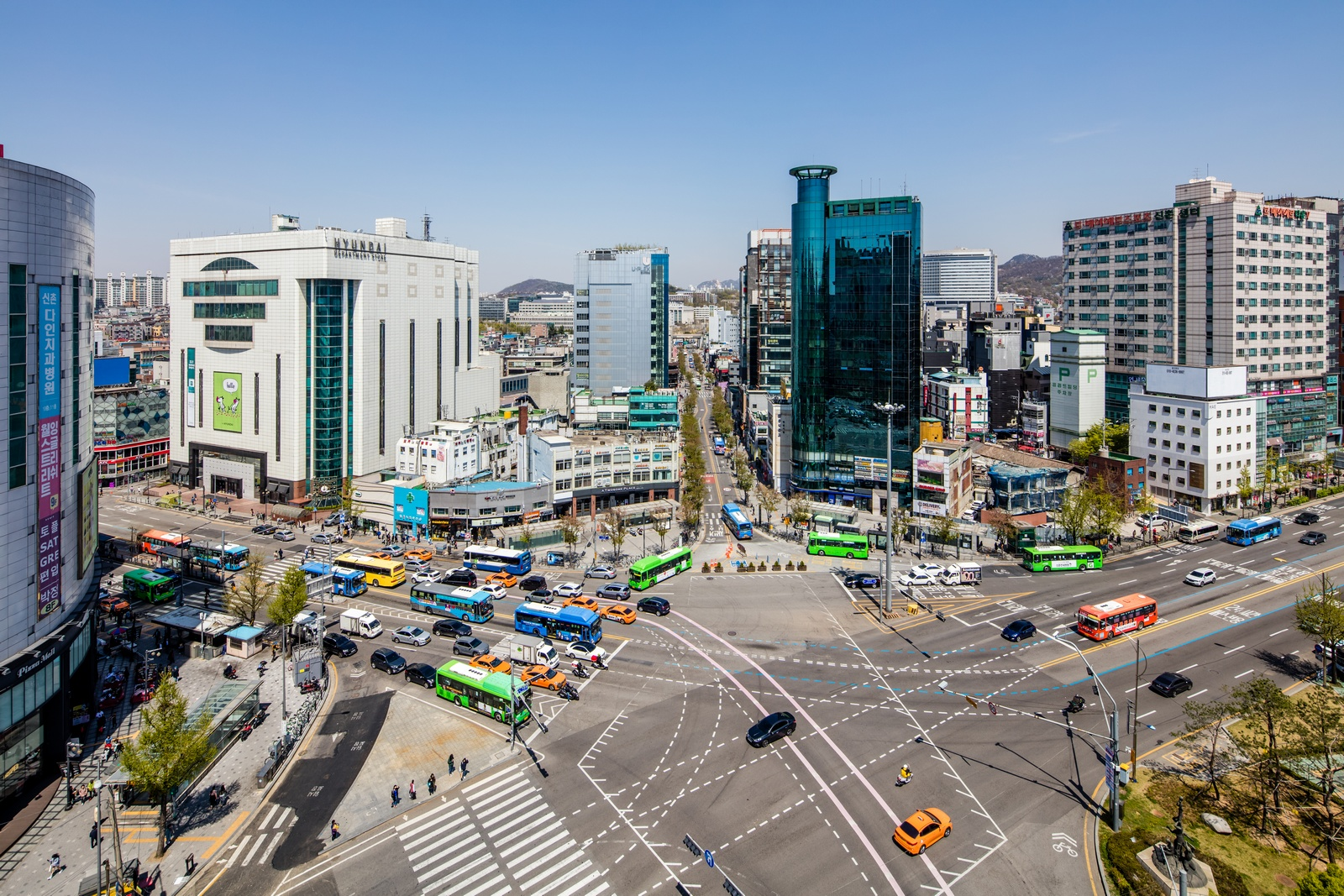
2019년에 촬영된 신촌로터리
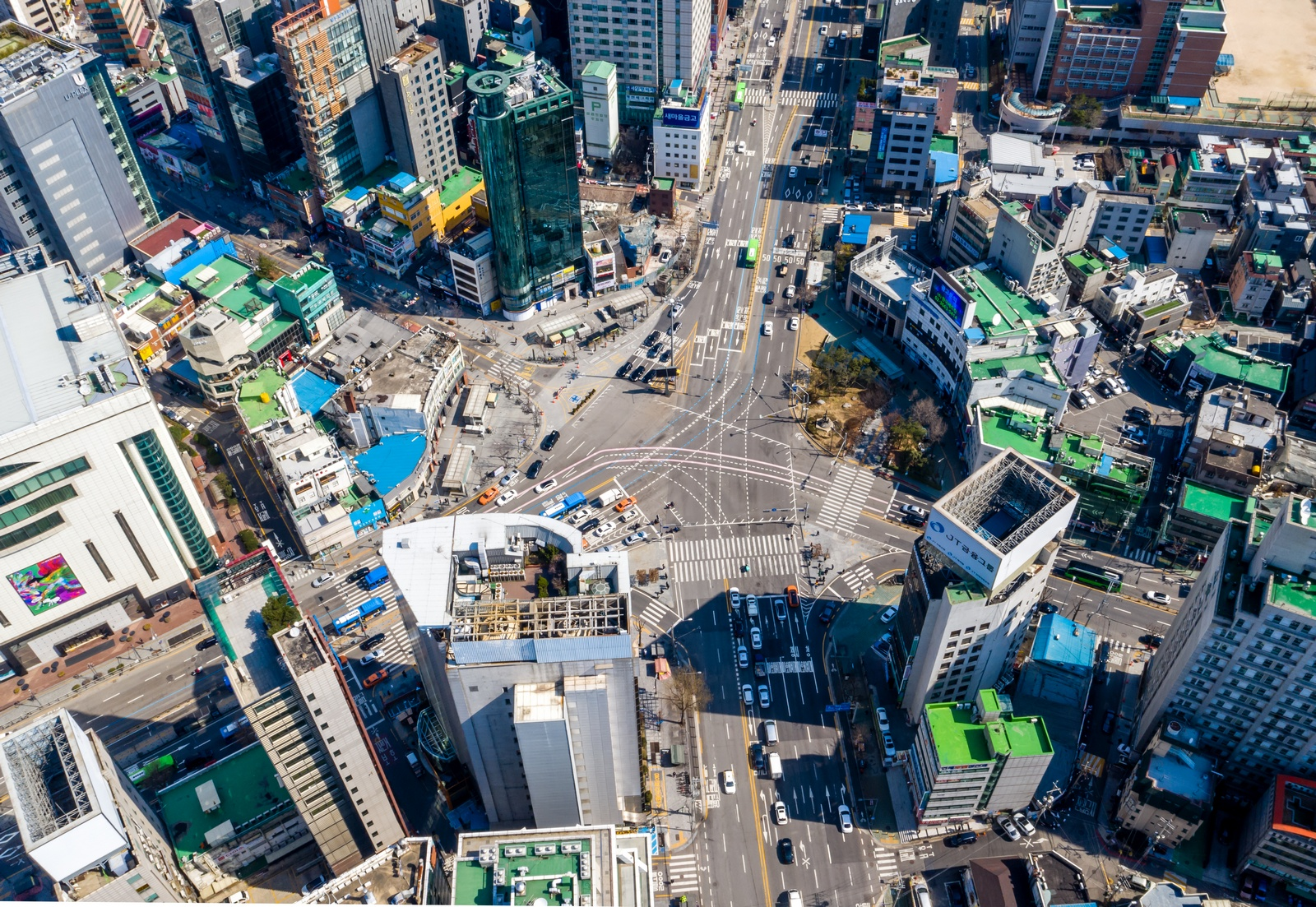
2020년 3월에 촬영된 신촌로터리

## 대중문화 속의 신촌
- 가수 신촌블루스의 이름은 ‘신촌’에서 따왔다.
- 가수 일기예보의 〈좋아 좋아〉에서 가사의 주인공은 데이트 장소가 신촌임을 말하고 있다.
- 가수 바이브의 〈한숨만〉
- 가수 다이나믹 듀오의 4집 Last days의 타이틀 곡 〈Solo〉와 에픽하이의 2집 High Society의 〈혼자라도〉에서는 ‘신촌’을 언급한다.
- 가수 가리온의 1집 garion의 타이틀 곡 〈옛이야기〉에서 ‘신촌’을 언급한다.
- 가수 UV의 〈이태원 프리덤〉에서 ‘신촌’을 언급한다.
- 가수 포스트맨의 〈신촌을 못가〉

## 같이 보기
- 신촌 대학생 살인사건
- 연세로
- 홍대 (지명)